# Коровинська сільська рада (Україна)
Корови́нська сільська́ ра́да — колишній орган місцевого самоврядування в Недригайлівському районі Сумської області. Адміністративний центр — село Коровинці.

## Загальні відомості
- Населення ради: 3 545 осіб (станом на 2001 рік)

## Населені пункти
Сільській раді були підпорядковані населені пункти:
- с. Коровинці
- с. Бороданове
- с. Гай
- с. Дігтярівка
- с. Соснівка
- с. Зелений Гай
- с. Малі Будки
- с. Мухувате
- с. Перекір
- с. Ракова Січ
- с. Тимощенкове
- с. Тютюнникове
- с. Юхти

### Колишні населені пункти
- с. Калинів Яр, зняте з обліку 1986 року

## Склад ради
Рада складалася з 20 депутатів та голови.
- Голова ради: Шило Сергій Миколайович
- Секретар ради: Химченко Ніна Миколаївна

### Керівний склад попередніх скликань
| Прізвище, ім'я, по батькові | Основні відомості                                                 | Дата обрання | Дата звільнення |
| --------------------------- | ----------------------------------------------------------------- | ------------ | --------------- |
| Правдюк Віктор Григорович   | Сільський голова, 1954 року народження, безпартійний              | 26.03.2006   | 31.10.2010      |
| Шило Сергій Миколайович     | Сільський голова, 1956 року народження, освіта вища, безпартійний | 31.10.2010   |                 |

Примітка: таблиця складена за даними сайту Верховної Ради України